# Гном (фільм)
Гном (чеськ. Skřítek — чеський фільм- комедія режисера Т. Ворела 2005 року (п'ятий з його художніх фільмів).
За жанром фільм являє собою фарс-гротеск з життя м'ясників в місті, добробут яких залежить від м'ясокомбінату. Проблема в тому, що син, який повинен продовжити професію — вегетаріанець, але особливого вибору у нього немає.
Діалоги у фільмі є ономатопеєю — віддаленою гротескною подобою людської мови, як у клоуна Асісяя, в телешоу «Селище дурнів» або «Маски-шоу». Ворел використовував гротескні прийоми і в інших фільмах, зокрема, в епізоді «Виліт в Карлштейн» фільму «Празька п'ятірка» 1988 р.

## Актори
- Болек Поливка — батько;
- Єва Голубова — мати;
- Томаш Ворел-молодший — син;
- Анна Маргулова — дочка;
- Маріка Прохазкова — співробітниця м'ясокомбінату;
- Іржі Махачек — співробітник м'ясокомбінату;
- Мілан Штейндлер — вахтер;
- Івана Хилкова — майстриня;
- Томаш Ганак — учитель;
- Ян Краус — поліцейський;
- Петро Чтвртнічек — поліцейський;
- Томаш Ворел-старший — поліцейський;
- Ондрей Троян — психіатр.